# Prince of Persia: The Sands of Time (película)
Prince of Persia: The Sands of Time (titulada Prince of Persia: las arenas del tiempo en España y El príncipe de Persia: las arenas del tiempo en Hispanoamérica) es una película que se estrenó el 21 de mayo de 2010, escrita por Jordan Mechner, Boaz Yakin, Doug Miro y Carlo Bernard, dirigida por Mike Newell y producida por Jerry Bruckheimer. 
La película está basada en el videojuego de 2003, Prince of Persia: Las Arenas del Tiempo, con algunos elementos de los también videojuegos Prince of Persia: El Alma del Guerrero y Prince of Persia: Las Dos Coronas, todos desarrollados y publicados por Ubisoft Montreal. 
La película está protagonizada por Jake Gyllenhaal como el Príncipe Dastan, Gemma Arterton como Tamina, Ben Kingsley como Nizam, y Alfred Molina como el jeque Amar. Fue la cuarta película bajo la bandera de Walt Disney Pictures en recibir una clasificación PG-13 por la MPAA y la primera fuera de Piratas del Caribe, seguida de John Carter, El llanero solitario, Saving Mr. Banks, The Finest Hours, Hamilton, Mulan, Cruella y Jungle Cruise.

## Argumento
El príncipe Dastan (Jake Gyllenhaal) se une de mala gana y forzosamente con la hermosa princesa Tamina (Gemma Arterton) y juntos se enfrentarán contra fuerzas oscuras para resguardar el poder de una daga antigua capaz de liberar las arenas del tiempo, un regalo de los dioses que puede invertir el tiempo y permite a su poseedor gobernar el mundo a su antojo. Una batalla perdida puede convertirse en una batalla ganada. E incluso podrían predecirse los movimientos del enemigo. 
La película comienza cuando un niño llamado Dastan es adoptado por el rey de Persia Sharaman, luego de ver cómo el niño enfrentaba a sus guardias.
Años después, Dastan junto a sus hermanos Tus y Garciv, atacan la ciudad de Alamut, ya que se les había informado que vendían armas a sus enemigos.
Después de entrar en la ciudad y abrirle las puertas al ejército de sus hermanos, Dastan se enfrenta a un hombre al que la princesa Tamina le había encomendado la misión de llevar a un lugar seguro una daga máxima. Dastan lo derrota y se queda con la Daga.
En este asedio, Tus, heredero al reino de Persia, le propone matrimonio a la princesa Tamina de Alamut. Ella lo rechaza en un principio y cuando se disponen a quitarle la vida a consecuencia de su arrogante acción, Tamina dirige la mirada hacia Dastan que portaba consigo la daga y detiene su ejecución, aceptando la propuesta del futuro rey de Persia y pidiendo compasión para su pueblo.
Tus le da a Dastan el manto sagrado de Alamut, como tributo a su padre el Rey, y le pide que presente por él a la Princesa Tamina para que el Rey apruebe el matrimonio de ambos. Dastan le da el manto al rey Sharaman. Luego de conocer a la Princesa, dice que Tus ya tiene suficientes esposas y que será Dastan quien se case con la princesa Tamina. Posteriormente el rey persa Sharaman es envenenado por el manto. El príncipe Dastan y la princesa Tamina se ven obligados a escapar, ya que al haber entregado Dastan el manto envenado, lo creen culpable de matar al rey. 
En el funeral de su padre, el rey Sharaman, Dastan va a hablar con su tío Nizam, porque Dastan cree que él le tiene confianza pero luego se da cuenta de que su tío tiene sus manos quemadas. Nizam ataca a Dastan, con lo que este se entera de que su tío le dio el manto a Tus.
Posteriormente Tamina revela todo a Dastan: la daga es una daga mágica que viaja en el tiempo y funciona con las arenas del tiempo, las cuales están encerradas en el reloj de arena, el cual contiene un minuto de arena que se encuentra en el templo de Alamut, y que ella era la guardiana de esa daga.
En el combate final entre Dastan y Nizam, Tamina muere y las arenas del reloj son liberadas y todo vuelve en el momento en que los príncipes atacaban Alamut, revelando Dastan el plan de su tío. Luego de presentar disculpas por la invasión, Tus propone que Dastan, conquistador y salvador de Alamut, contraiga matrimonio con Tamina. Dastan, de acuerdo a la costumbres, ofrece de regalo de bodas la daga. Y, salen a caminar de la mano, aunque la princesa sospecha que el príncipe de Persia sabe más de lo que parece sobre la daga mágica.

## Reparto
- Jake Gyllenhaal como Príncipe Dastan de Persia.
- Gemma Arterton como Princesa Tamina de Alamut.
- Ben Kingsley como Nizam.
- Alfred Molina como Sheik Amar.
- Steve Toussaint como Seso.
- Darwin Shaw como Asoka.
- Toby Kebbell como Garsiv.
- Richard Coyle como Tus.
- Ronald Pickup como Rey Sharaman.
- Reece Ritchie como Bis.
- Gísli Örn Garðarsson como Líder Hassansin.
- William Foster como Dastan joven.

## Producción
En marzo de 2004, la compañía de producción Jerry Bruckheimer Films adquirió los derechos de la película basada en el videojuego de 2003, Prince of Persia: Las Arenas del Tiempo, la película será distribuida por Walt Disney Pictures. John August como productor ejecutivo, creador de la serie, Jordan Mechner fue contratado para escribir el guion. Jerry Bruckheimer Productor de la trilogía cinematográfica Piratas del Caribe sirvió como piedra de toque. Según Mechner, "En lugar de hacer un golpe directo para Beat la adaptación del videojuego, estamos teniendo algunos elementos frescos del juego y su utilización para elaborar una nueva historia." Mechner que antes se consideraba producir una película de animación basada en los juegos, pero no pudo resistir la tentación de Disney y de oferta de Bruckheimer. En febrero de 2006, Disney contrató el guionista Jeffrey Nachmanoff para escribir un nuevo guion de Prince of Persia. 
A principios de 2007, Disney anunció el Prince of Persia, como una de sus películas y en junio se había programado una fecha de estreno para el 10 de julio de 2009 antes de tener un guion final o cualquier otro actor. En noviembre de 2007, Disney entró en negociaciones con Mike Newell para dirigir la película basada en un guion de Mechner y Nachmanoff, aunque el estudio estaba fuera de lugar de producción, hasta que se resuelva el Gremio de Escritores de la huelga de 2007-2008 en los Estados Unidos. Newell gustaba de las películas de Bruckheimer, y amó a la " emocionante e inmensamente romántico "guion, que le recordaba de Lost Horizon. Mechner, en la escritura del guion, re-concibió la historia para cambiar la perspectiva de una experiencia interactiva por los jugadores de vídeo a la falta de experiencia interactiva por el público de cine. El guionista ha dejado fuera elementos del Príncipe de Persia, los videojuegos del Dos Coronas y Warrior Within y no anticipar la inclusión de estos elementos en posibles secuelas de la película.
Cuando comenzó el rodaje, la fecha de estreno de la película fue aplazada al 28 de mayo de 2010 con el estudio de la búsqueda de tiempo suficiente para que el proceso posproducción, en el diseño de efectos especiales de la película. El margen del beneficio de las películas de Los Piratas del Caribe se vio comprometida por gastar en exceso, porque los equipos de efectos especiales se apresuraron para completar las películas para sus fechas de lanzamiento. Otras razones por el cambio de fecha fue que la película estaba originalmente programada una semana antes del estreno de Transformers: la venganza de los caídos.

### Casting
El 20 de mayo de 2008 se anunció que Jake Gyllenhaal sería el protagonista de la película. El Productor Jerry Bruckheimer explicó su elección: "Es un actor maravilloso. Es alguien que he estado observando durante mucho tiempo y alguien con que siempre he querido trabajar." Gyllenhaal afirmó que para el papel había ganando cinco o seis kilos de músculo. El actor dijo: "... no sabía cuánto se me iba a pedir que hiciera, así que me aseguré estar apto para hacer cualquier cosa". El papel de la protagonista Tamina fue asignado a Gemma Arterton, quien informó que practicaba equitación en Madrid antes de la filmación. Ben Kingsley es el antagonista de la película, Nizam. Alfred Molina interpretó a un personaje llamado Sheik Amar, que se convierte en un mentor para el príncipe; y Toby Kebbell, a un príncipe de Persia, el hermano de Dastan y jefe del ejército persa.

### Rodaje
En marzo de 2008, Mike Newell, seleccionó Marruecos como lugar de filmación del Prince of Persia, y que también planeaba filmar en los Pinewood Studios. La producción fue programado para comenzar a mediados de junio de 2008. En mayo de 2008, los actores Jake Gyllenhaal y Gemma Arterton fueron lanzados en los papeles principales. Con un nuevo guion por Jordan Mechner, Doug Miro, Carlo Bernard y Boaz Yakin, el rodaje comenzó en julio de 2008 en Marruecos, así como Londres. Ocho semanas pasaron en Marruecos antes de la primera unidad se trasladó a Pinewood.

### Banda sonora
Alanis Morissette compuso el tema para la película llamado "I Remain". Las partitura fue escrito por el compositor Harry Gregson-Williams.